# Telera (pan dominicano)

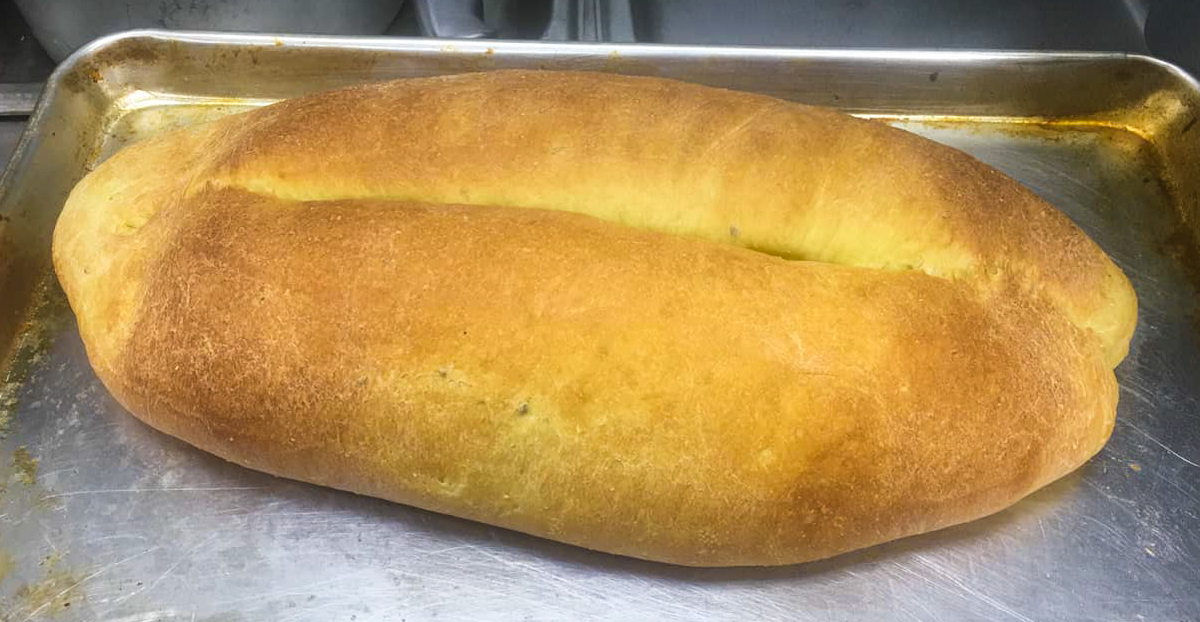
Telera dominicana

En República Dominicana, la telera es un pan enriquecido, de forma alargada, corteza suave y miga esponjosa, típico de la época navideña. Contiene harina de trigo fuerte, agua, sal, azúcar, levadura, huevos, y algún lípido que puede ser manteca, mantequilla, aceite o margarina. Tradicionalmente se aromatiza con un toque de anís, y a veces incluye también colorante vegetal para que se vea amarillento.
Tras el amasado, se deja reposar y fermentar, y se extiende en forma rectangular. Lo que parece una profunda greña a lo largo del pan, es en realidad el hueco que resulta de doblar la masa por ambos laterales hacia adentro. A veces este hueco se puede hacer más grande hundiendo un tubo o cilindro (estilo pain fendu).
Junto con la corona, la telera es un pan clásico de la Navidad dominicana, desde la cena de Nochebuena hasta la de Nochevieja. Las calles se llenan de puestos improvisados que venden teleras y otros productos de la época.
El nombre de «telera» describe a numerosos panes de la panadería hispana que tienen forma alargada, como la telera mexicana o la telera española. Sin embargo, a diferencia de las anteriores, la telera dominicana es un pan dulce.